# 斯特布里奇 (麻薩諸塞州普查規定居民點)
斯特布里奇（英語：Sturbridge）是位於美國麻薩諸塞州烏斯特縣的一個普查規定居民點。

## 人口
根據2020年美國人口普查的數據，斯特布里奇的面積為14.00平方千米，當中陸地面積為13.80平方千米，而水域面積為0.20平方千米。當地共有人口2385人，而人口密度為每平方千米170.36人。